# Vénus (Schiff, 1780)
Die Vénus (französisch La Vénus ‚Venus‘) war eine 32-Kanonen-Fregatte der gleichnamigen Klasse der französischen Marine, die von 1780 bis 1781 in Dienst stand.

## Geschichte
Die spätere Vénus wurde im April 1779 auf einer Werft in Saint-Malo auf Kiel gelegt. Der Stapellauf erfolgte am 6. März 1780 und im Juni des gleichen Jahres die Indienststellung.
Nach ihrer Indienststellung, während des Amerikanischen Unabhängigkeitskrieges, wurde das Schiff unter dem Kommando von Kapitän André-Marie de Gouzillon de Bélizal in den französischen Küstengewässern zwischen der Île de Ré, Nantes und Brest hauptsächlich zur Sicherung der Küstenschifffahrt eingesetzt. Hierbei konnte sie am 16. Juni 1781 das britische Kaperschiff Lord Amherst als Prise nehmen.
Am 5. August 1781 erlitt die Vénus in der Nähe der Glénan-Inseln vor Concarneau, aufgrund eines Navigationsfehlers des eingesetzten Lotsen, Schiffbruch. Eingeleitete Maßnahmen zur Bergung hatten keinen Erfolg und das Schiff geriet zum Totalverlust. Unter der Besatzung kam es aber zu keinen Verlusten.